# Кифа
Кифа (на арабски: كيفة) е голям град в Мавритания и името на административна област в местния регион Асаба. Кифа се намира на около 600 километра от брега и в западния край на пясъчното море Аукар в Южна Мавритания.

## Климат
Кифа има горещ пустинен климат. Най-горещите месеци са от април до юни и 85% от ниските годишни валежи се падат от юли до септември. През 90-те години на XX век и началото XXI век за Кифа са характерни по-високи нива на валежите, отколкото другаде в западния Сахел. Докато Кифа се възползва от продължаващото „озеленяване на Сахел“, фуражните екосистеми на пасищата в района остават уязвими и могат да бъдат обект на вредна прекомерна паша.